# Athyrium daxianglingense
Athyrium daxianglingense là một loài thực vật có mạch trong họ Woodsiaceae. Loài này được Ching & H.S. Kung miêu tả khoa học đầu tiên năm 1986.